# BulletBoys
BulletBoys — американская хард-рок/глэм-метал-группа, образованная в 1987 году в Лос-Анджелесе. Первоначальный состав группы состоял из вокалиста Марка Ториена (ранее в Ratt, King Kobra и Kagny & the Dirty Rats), гитариста Мика Шведы (ранее в King Kobra), басиста Лонни Венчента (ранее в King Kobra) и барабанщика Джимми Д’Анда. Группа выпустила два успешных альбома и имела ряд синглов, показанных на MTV в период с 1988 по 1991 год. С 1990-х годов группа прошла через многочисленные изменения состава, с Ториеном в качестве единственного неизменного участника. Их последний альбом From Out of the Skies был выпущен в 2018 году. Оригинальный состав воссоединился для разовых шоу в 2011 и 2019.

## Характеристики
Стиль
Согласно AllMusic, стиль BulletBoys во многом находился под влиянием AC/DC и Van Halen, прежде чем позже принял более блюзовое направление. Вокалиста Марка Ториена сравнивали с фронтменом Van Halen Дэвидом Ли Ротом. В своем обзоре дебютного альбома Оливер Клемм (Metal Hammer) также подчеркнул сходство с AC/DC, которое он считал поразительным. Примером сходства с Van Halen на дебютном альбоме является трек «Crank Me Up». По словам Маркуса Баро (Break Out), отрывки из последующего альбома Freakshow также звучат как Fair Warning группы Van Halen. В своей книге HAIRcyclopedia Vol. 1 – The Legends Тейлор Т. Карлсон сказал, что BulletBoys были «несправедливо» описаны как клоны Van Halen. Вернер Тойрих, с другой стороны, считает, что BulletBoys «совершенно справедливо ругают, называя их клонами Van Halen».
Группа сравнивала себя с ранними Montrose и Van Halen, но больше с точки зрения отношения, чем музыки. Однако дебютные альбомы обеих групп стали звуковой моделью для производства, поэтому был выбран Тед Темплман. Блюз был добавлен, потому что он увеличивал шансы быть прокрученным на радио.

## Дискография
- BulletBoys (1988)
- Freakshow (1991)
- Za-Za (1993)
- Acid Monkey (1995)
- Burning Cats and Amputees (2000) — сборник
- Sophie (2003)
- Smooth Up in Ya: The Best of the Bulletboys (2006) — сборник
- Behind the Orange Curtain (2007) — концертный альбом
- 10¢ Billionaire (2009)
- Rocked and Ripped (2011)
- Elefante' (2015)
- From Out of the Skies (2018)
- The Warner Albums 1988—1993  (2021) — бокс-сет